# Csokaly
Csokaly (románul Ciocaia) falu Romániában, Bihar megyében.

## Fekvése
Bihar megyében, az Érmelléken, Nagyváradtól 42 km-re északra fekvő település.

## Története
A település nevét a korabeli oklevelek a 14. században, 1338-ban  említették először Chokol néven.
Csokaly a Gutkeled nemzetség birtoka volt, s osztozkodásakor a Gutkeled nemzetségből származó Durug unokáinak osztozkodásakor Conraduas és Keled kapta. 1373-ban a Zólyomi család volt Csokaly földesura, később pedig a makófalvi Makó család. 1563-ban a család kihalta után  Varkocs Tamás szerzett rá adománylevelet. 1647-ben I. Rákóczi György volt a birtokosa. A 18. században a falu nevét Csokaj alakban írták, az évszázad végén és a 19. század elején több birtokosa is volt, így a Béldy, Csengery, Chernel, Carvay, Fényes, Sulyok, Tardy és a Thegze család. A trianoni békeszerződés előtt Bihar vármegye székelyhídi járásához tartozott.
1910-ben 1262 lakosából 1261 magyar volt. 2002-ben 929 lakosából 728 magyar, 120 cigány és 80 román volt.

## Nevezetességek
- Református temploma 1720-ban épült.
- Fényes Elek (1807–1876) földrajztudós, statisztikus itt született. A Magyar Tudományos Akadémia tagjaként elkészítette Magyarország és tartományai teljes földrajzi és statisztikai felmérését, leírását.
- Innen származik Fórián Andrea, költőnő.

## Képgaléria

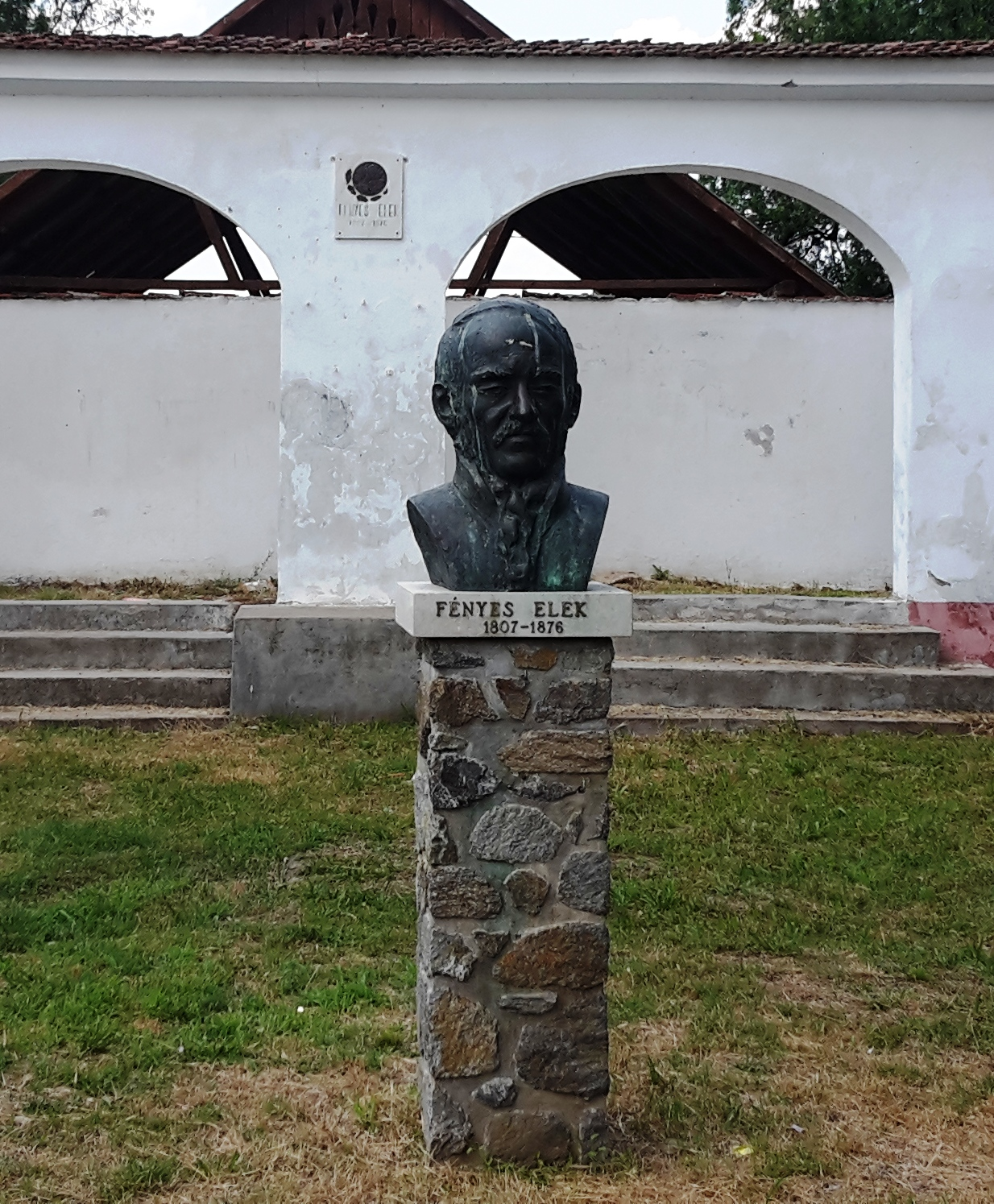
Fényes Elek mellszobra a csokalyi családi kúria kertjében
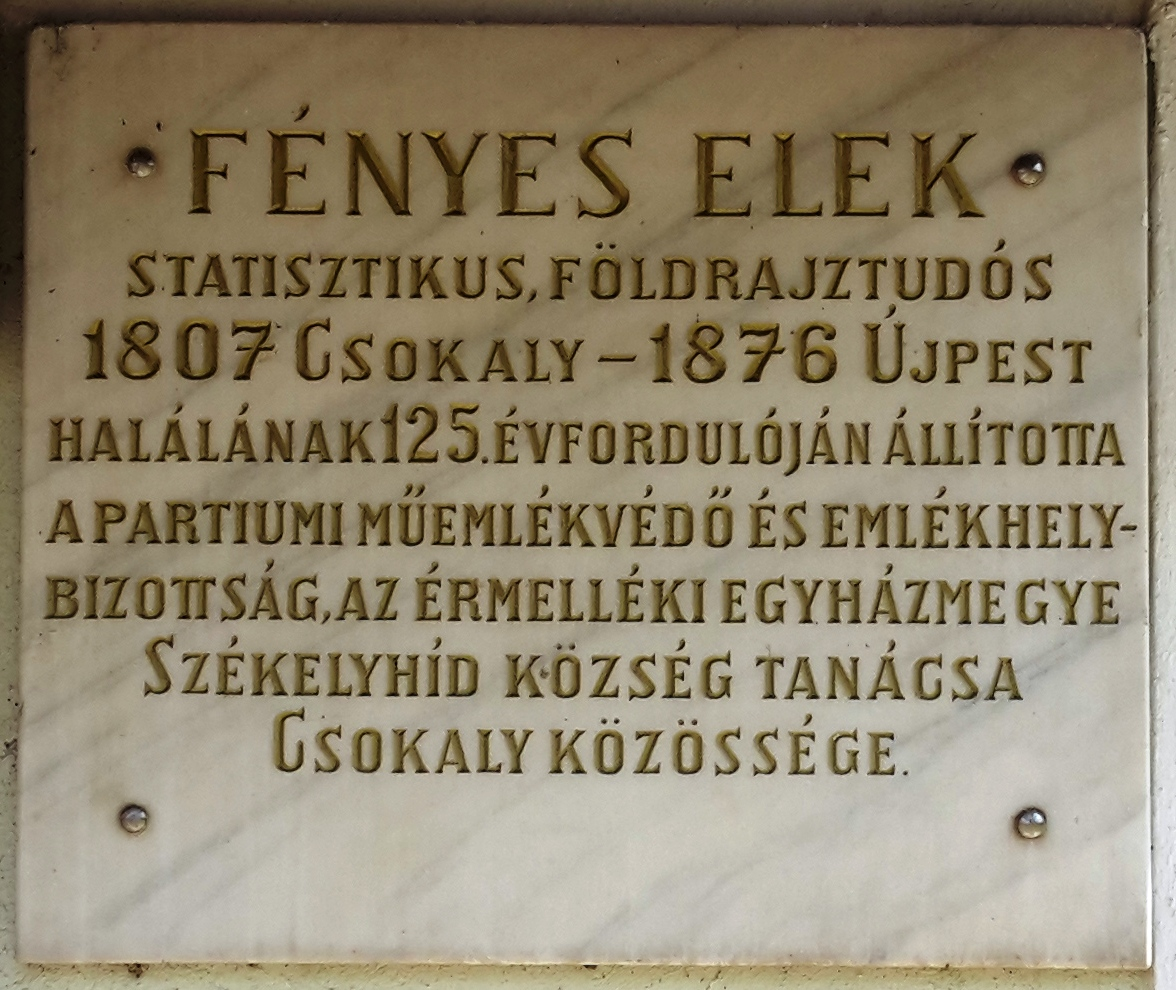
Fényes Elek emléktáblája a csokalyi református templom falán
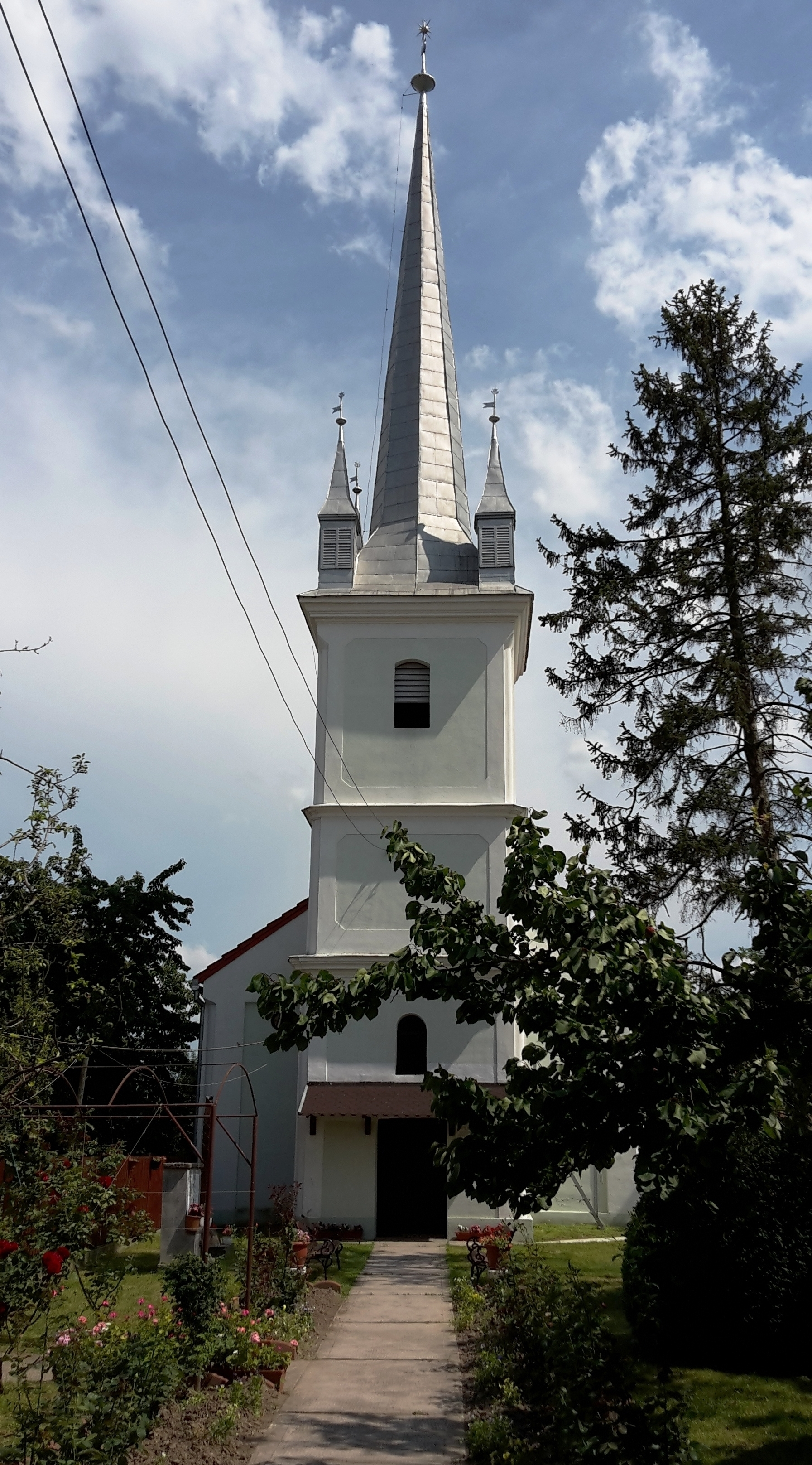
A csokalyi református templom és kertje
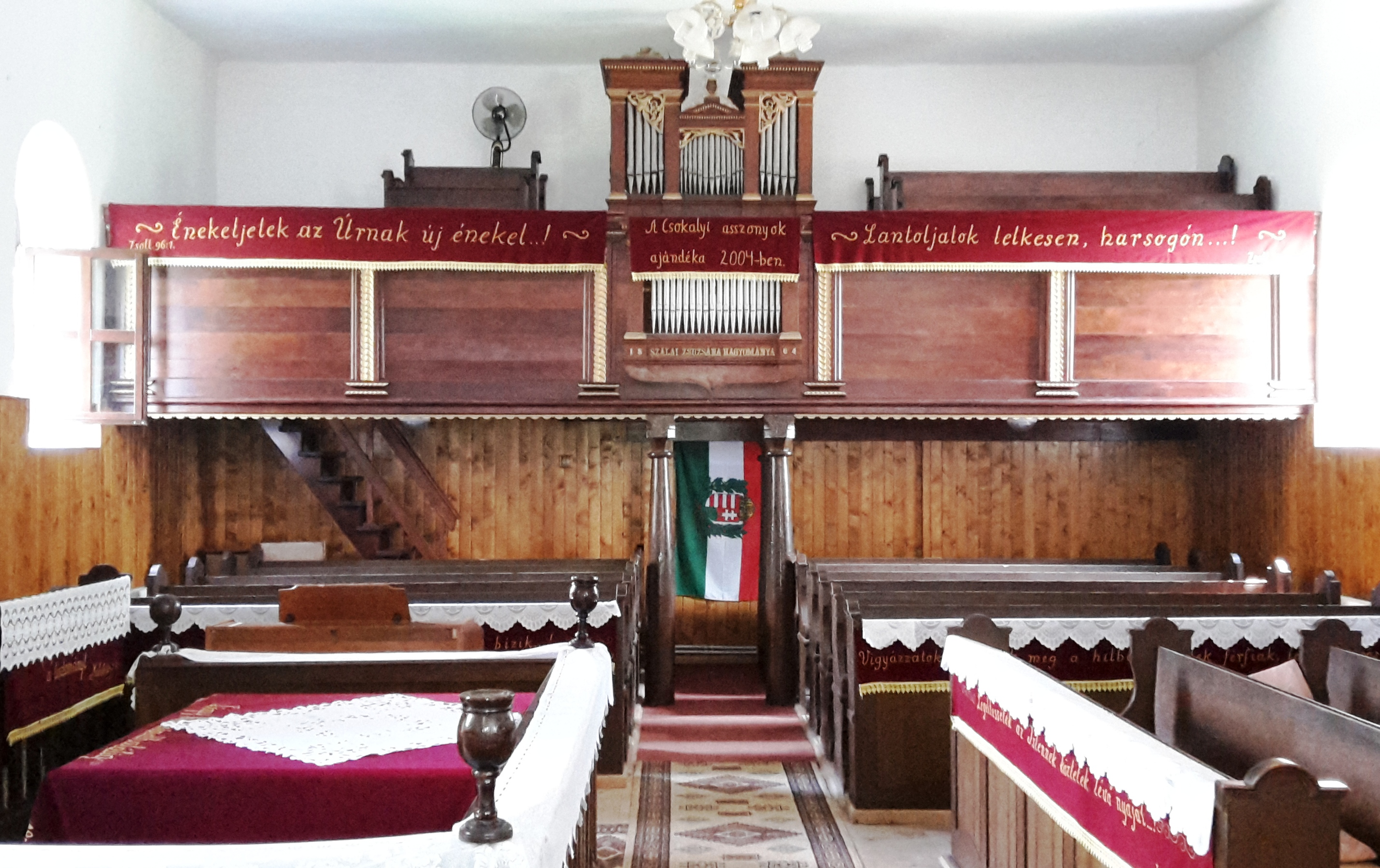
A csokalyi református templom orgonája
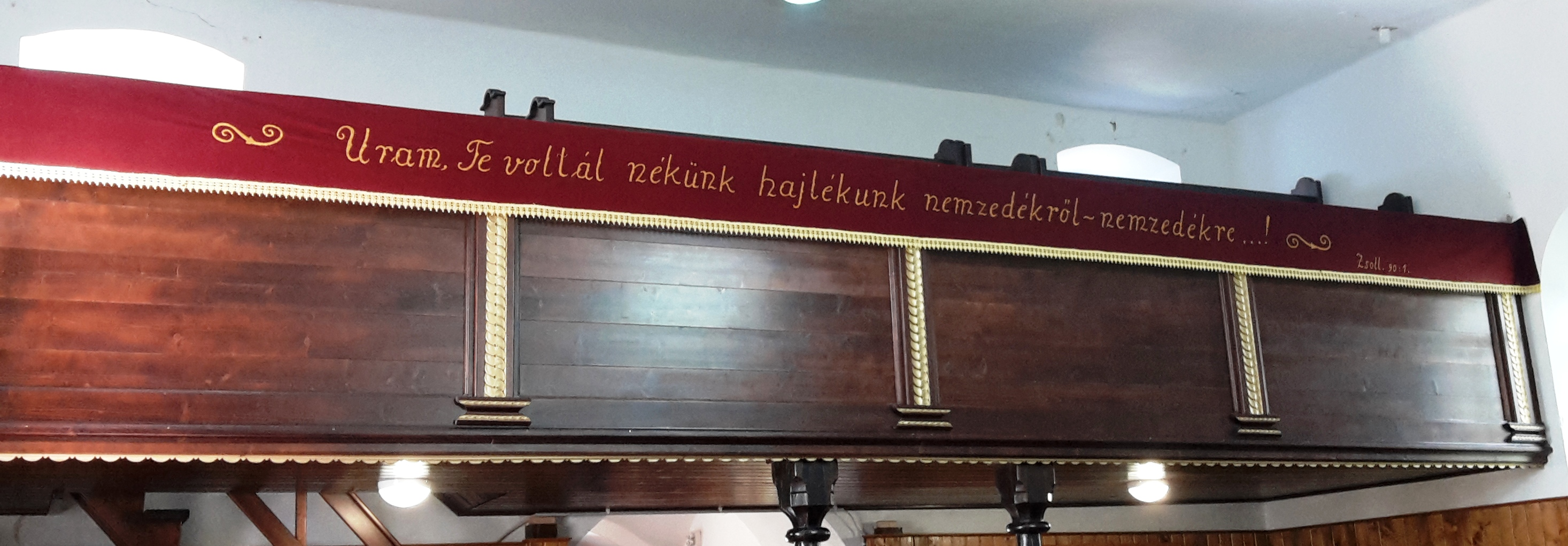
A csokalyi református templom galériája
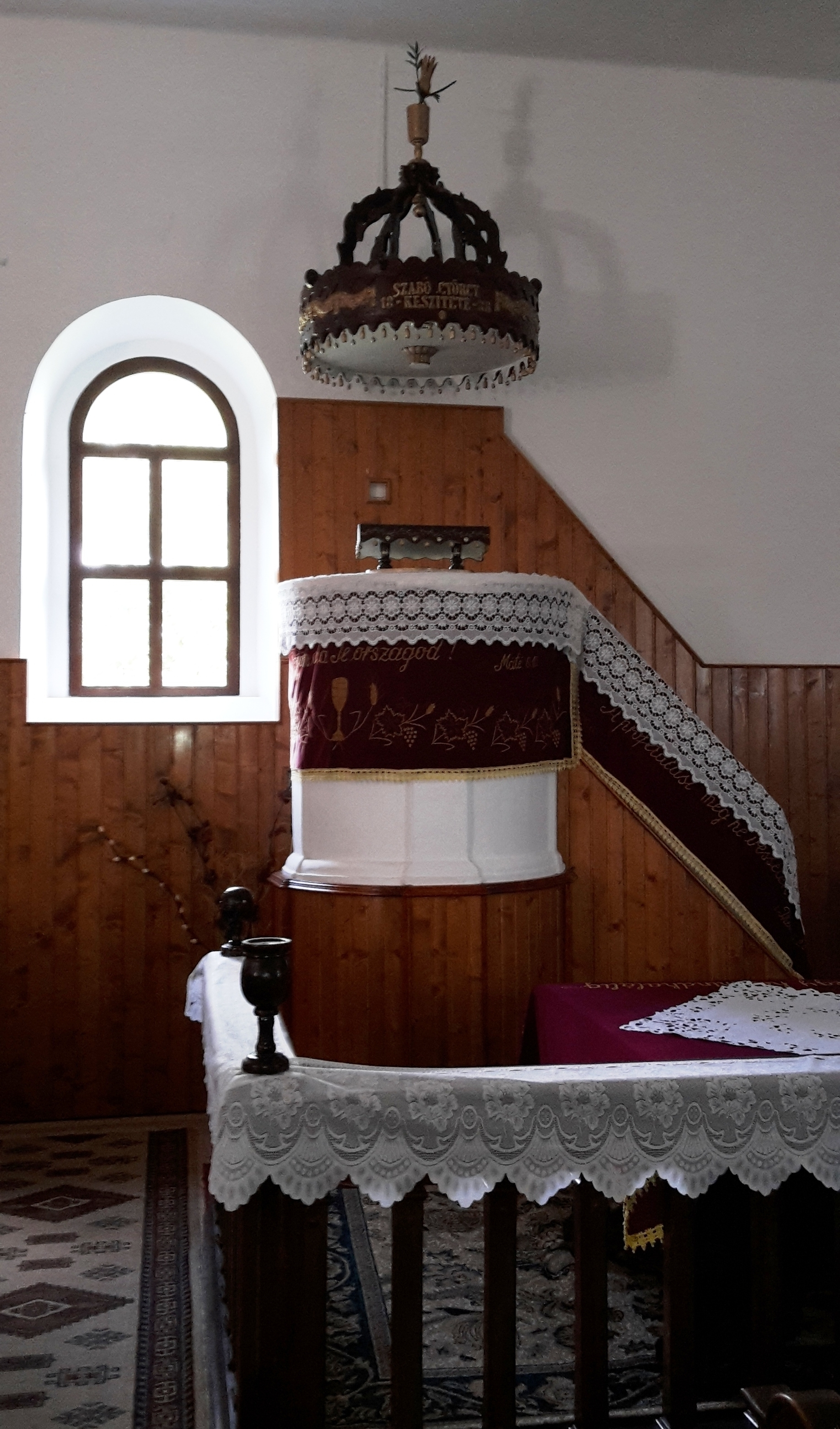
A csokalyi református templom szószéke
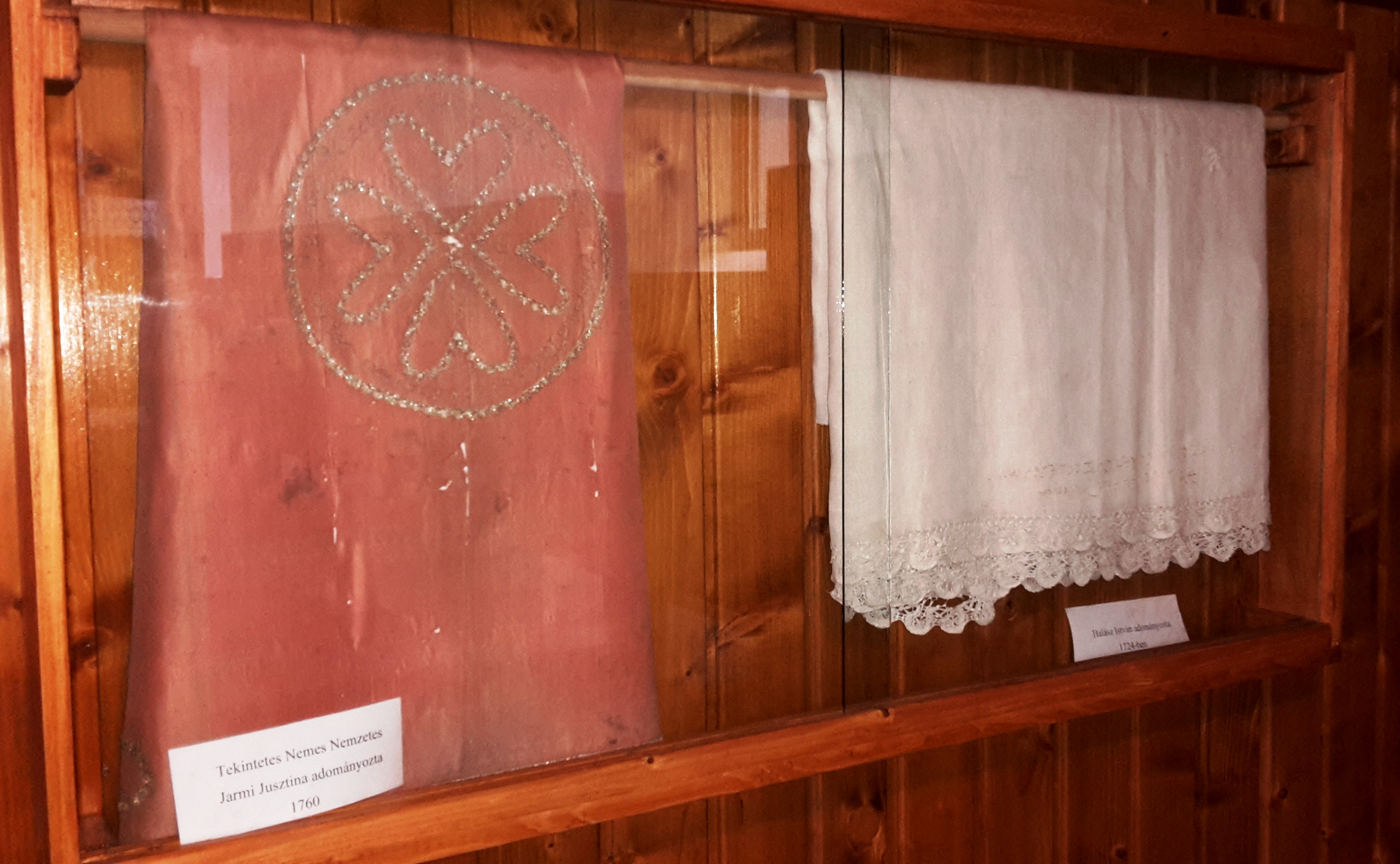
Szőttesek a csokalyi református templomban